# Centro Alti Studi per la Difesa

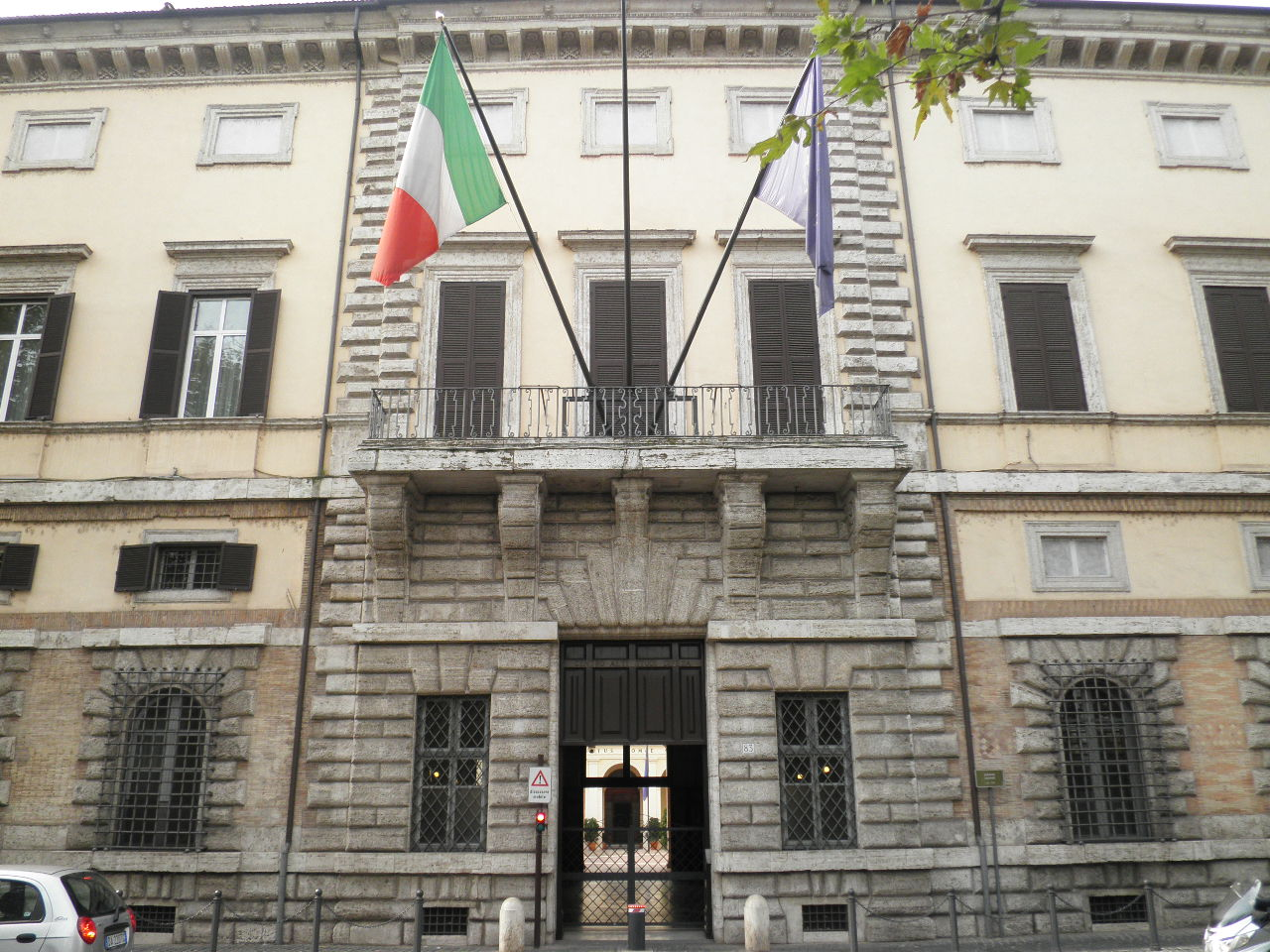
Palazzo Salviati alla Lungara,
Sitz des CASD

Das Centro Alti Studi per la Difesa - CASD (deutsch Zentrum für höhere Verteidigungsstudien) ist die Führungsakademie der italienischen Streitkräfte. Das 1949 gegründete CASD hat seinen Sitz in Rom und untersteht dem italienischen Generalstabschef unmittelbar.

## Aufgaben und Organisation
Das CASD besteht aus drei Instituten und aus einem Fortbildungszentrum:

### ISSMI
Das Istituto Superiore di Stato Maggiore Interforze (ISSMI) ist eine Generalstabsakademie, an der ausgewählte Stabsoffiziere den zweiten gemeinsamen Teil der Generalstabsausbildung absolvieren. Der erste Teil findet bei den Führungsakademien der Teilstreitkräfte in Turin (Heer), Venedig (Marine) und Florenz (Luftwaffe) statt. An dem Lehrgang beim ISSMI nehmen auch ausgewählte Offiziere der Carabinieri, der Guardia di Finanza sowie Offiziere anderer Staaten teil. Da der ISSMI-Lehrgang durch Abkommen mit Universitäten in Rom und Mailand als Master-Studiengang anerkannt wird, nimmt auch ein kleiner Kreis ziviler Studenten an dieser Ausbildung teil. Zwar dreht sich diese vorwiegend um militärische Themen, doch sind auch Lehrinhalte in den Bereichen Politik, Internationale Beziehungen, Wirtschaft und allgemeine Organisation vorgesehen. Von Bedeutung sind auch Studienreisen ins In- und Ausland.

### IASD
Das Isituto Alti Studi per la Difesa (IASD) ist ein Fortbildungsinstitut, das neunmonatige Kurse für höhere Offiziere, Ministerialbeamte und ausgewählte Zivilisten  anbietet. Etwa ein Viertel der Lehrgangsteilnehmer kommen in der Regel aus dem Ausland. Der erste, zweimonatige Abschnitt des Kurses dient dazu, die Teilnehmer vor allem im Bereich  Internationale Beziehungen auf ein vergleichbares Niveau zu bringen. Im zweiten Abschnitt wird vor allem in Gruppen und Seminaren gearbeitet, wobei die Teilnehmer oder Gruppen von Teilnehmern schriftliche Abschlussarbeiten erstellen müssen. Auch hier sind Studienreisen vorgesehen, unter anderem zu Industriebetrieben.

### CeMISS
Das Centro Militare di Studi Strategici (CeMISS) ist ein Forschungsinstitut für Strategische Studien sowie für allgemeine Militär- und Sicherheitsfragen, das seine Aufträge vom Verteidigungsministerium, von den Generalstäben der Streitkräfte und der Teilstreitkräfte erhält und diese in Zusammenarbeit mit zivilen Universitäten und Forschungsinstituten im In- und Ausland abarbeitet. Daneben unterstützt es Forschungsprojekte ziviler Stellen und Personen (z. B. Doktoranden) und fördert deren Zusammenarbeit mit militärischen Einrichtungen. Jährlich werden etwa 50 Forschungsprojekte an zivile Stellen vergeben und mehrere Kongresse organisiert. Das CeMISS ist auch als Herausgeber tätig. Im Bereich der militärgeschichtlichen Forschung haben die Generalstäbe der Teilstreitkräfte ihre eigenen spezifischen Einrichtungen, die jedoch mit dem CeMISS vielfach eng zusammenarbeiten.

### CeFLI
Seit 2013 untersteht dem CASD auch das Centro di Formazione Logistica Interforze (CeFLI), das Fortbildungszentrum der Streitkräfte für Logistik. Diese 2008 geschaffene Einrichtung bereitet Stabsoffiziere auf komplexe, teilstreitkraftübergreifende und internationale Logistikoperationen vor und formuliert oder aktualisiert auch die entsprechende Einsatzdoktrin. Dieses Fortbildungszentrum unterstand von 2008 bis 2013 dem Generalstab der Streitkräfte unmittelbar.

## Geschichte
Das CASD wurde im Jahr 1949 gegründet um die integrierte Führung der italienischen Streitkräfte wesentlich zu verbessern. Vor allem in den letzten Jahren hat es seine Ausbildungsinhalte über rein militärische Themen hinaus entwickelt und sich für eine  Zusammenarbeit mit zivilen Einrichtungen geöffnet. Im Zug einer internen Reform entstanden 1997 die drei oben genannten Institute (das seit 1987 bestehende CeMISS wurde eingegliedert).
Seit 1972 ist der Sitz das Palazzo Salviati, einem Renaissancebau aus dem 16. Jahrhundert am Ufer des Tiber, wenige hundert Meter südöstlich des Petersdoms. In der Nähe des Palazzo und seiner Gärten befinden sich (vor allem an der von Bramante gestalteten Via della Lungara) einige bedeutende kulturelle Einrichtungen, darunter die Villa Farnesina und der Palazzo Corsini mit der Accademia dei Lincei.
Im Palazzo Salviati befand sich bis 1849 ein päpstliches Archiv und bis 1943 die Kadettenanstalt Collegio militare di Roma. An die zahlreichen gefallenen oder besonders ausgezeichneten Absolventen der ehemaligen Schule erinnert ein besonderer Raum. Im Bergamini-Saal des Palazzo ist das CASD-Wappen mit den Emblemen der vier Teilstreitkräfte und dem Motto UT UNUM SINT („auf dass sie eins seien“) zu sehen. Das Gebäude steht mit seinen Gartenanlagen unter Denkmalschutz.